# سنگ‌نوشته‌ها و نقوش سنگی دره گازه
سنگ نبشته‌هاونقوش سنگی دره گازه مربوط به دوران‌های تاریخی پس از اسلام است و در شهرستان تفت، روستای دهشیر واقع شده و این اثر در تاریخ ۲۲ خرداد ۱۳۷۹ با شمارهٔ ثبت ۲۷۱۰ به‌عنوان یکی از آثار ملی ایران به ثبت رسیده است.